# Batalla de Aceiceira
La batalla de Aceiceira, librada el 16 de mayo de 1834, fue el encuentro último y decisivo de la guerra civil portuguesa, guerras liberales o Guerra de los dos hermanos, entre Don Pedro, exemperador de Brasil (luchando para restaurar a su hija Doña María da Glória como la Reina legítima de Portugal) y el usurpador Don Miguel. Las fuerzas de este último fueron derrotadas.
El ejército de Miguel, al mando del General Guedes, se había retirado hacia el este ante el avance de las fuerzas de Don Pedro, y había acampado en una posición fuerte en las alturas de Asseiceira, una zona de colinas y valles aproximadamente a cuatro millas de Tomar. Miguel estaba en Santarém y por consiguiente no estuvo implicado en la batalla. El general de Pedro, el duque de Terceira, avanzó hacia Tomar durante la mañana del 16 y atacó su posición con tres columnas mandadas por los coroneles Queirós, Nepomuceno y Vasconcelos.
Las fuerzas miguelistas intentaron rechazarlos con cañoneos de artillería y ataques de caballería pero las fuerzas legitimistas persistieron en sus ataques y eventuálmente una carga de su caballería llevó al triunfo. Muchos de sus enemigos fueron muertos o heridos, sus armas capturadas, y aproximadamente 1400 hombres tomados prisioneros. El resto escapó a Golegã, ocupado por Terceira al día siguiente. Don Pedro (ya enfermo de la dolencia que lo mataría poco después) llegó allí sobre el 18 de mayo. Miguel reunió sus fuerzas en Évora, pero sus oficiales no estaban dispuestos a arriesgarse a una batalla final después de casi dos años de guerra, y le indujeron a aceptar las condiciones de la capitulación.
- Datos: Q2887902